# Lema de Berge
En teoría de grafos, el Lema de Berge es un lema demostrado por el matemático francés Claude Berge en 1957, que dice lo siguiente:
| Un matching M en un grafo G es máximo si y sólo si no hay rutas aumentativas con M. Claude Berge, 1957 |

Un matching es máximo si contiene el mayor número de aristas posibles.
Una ruta aumentativa (augmenting path) es un camino que comienza y termina en vértices libres o no conectados, y alterna entre aristas que están y no están en el matching.